# Erdek
Erdek város az azonos nevű körzetben Törökország északnyugati részén, Balıkesir tartományban, a Márvány-tenger partján. A tengerszint feletti magassága 180 m. Híres a környékén termesztett hagymáról.

## Történelem

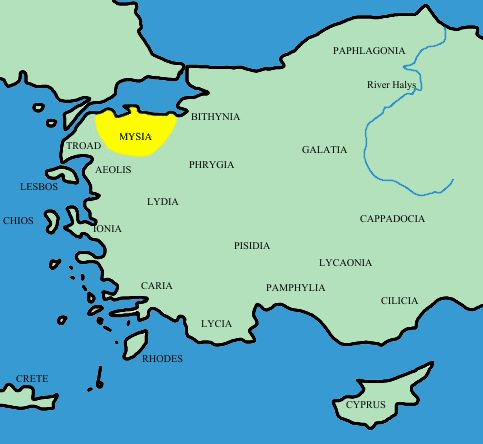
Az ókori Müszia elhelyezkedése

Erdek városa (korábbi nevén Artàke, görög: Αρτάκη) a félsziget (török: Kapıdağ Yarımadası) délnyugati részén helyezkedik el, mely egy keskeny földnyelven át kapcsolódik a szárazfölddel, már az i. e. 5400 éve lakott terület volt. A klasszikus korban Arctonnesus nevű szigetként ismerték, melyet később vagy egy földrengés vagy a legenda szerint Nagy Sándor parancsára kötötték össze a szigetet a szárazfölddel.
A kései 7. században – ekkor a város átmeneti neve Nova Justiniana volt – a Ciprusról menekült lakosságnak adott otthont, beleértve a sziget érsekét is.
Orhan Gazi fia, Szulejmán pasa 1339-ben elfoglalta, és az azt követő ottomán korszakban Erdek városa a Karasi szandzsák kisebb központja volt. 1639-ben Evlija Cselebi, a híres török utazó  említi Szejáhatnáme (Utazások könyve) c. művében a várost és környékét.
Az 1891-es a népszámlálás során a 33 ezer főnek a 89%-a görög volt.

## Közeli települések
Ayvalık 190 km, Balıkesir 107 km, Bandırma 22 km, Bursa 117 km, Gönen 55 km, Susurluk 62 km messzire van.

## Demográfiai adatok
| év   | összesen | város | falu  |
| ---- | -------- | ----- | ----- |
| 1965 | 23894    | 7813  | 16081 |
| 1970 | 24594    | 8541  | 16053 |
| 1975 | 26401    | 8685  | 17716 |
| 1980 | 28294    | 10114 | 18180 |
| 1985 | 30290    | 11760 | 18530 |
| 1990 | 26547    | 13246 | 13301 |
| 2000 | 32020    | 18626 | 13394 |
| 2007 | 33187    | 20475 | 12712 |
| 2008 | 34704    | 21660 | 13044 |
| 2009 | 33532    | 20876 | 12656 |
| 2010 | 33236    | 20693 | 12543 |
| 2011 | 33294    | 21068 | 12226 |
| 2012 | 32958    | 21042 | 11916 |

## Fordítás
- Ez a szócikk részben vagy egészben  az   Erdek című török Wikipédia-szócikk fordításán alapul.  Az eredeti cikk szerkesztőit annak laptörténete sorolja fel. Ez a jelzés csupán a megfogalmazás eredetét és a szerzői jogokat jelzi, nem szolgál a cikkben szereplő információk forrásmegjelöléseként.